# Hôtel de Millery
L'Hôtel de Millery, est un hôtel construit de 1680 à 1681 situé à Autun en France. Il est inscrit comme monument historique depuis un arrêté du 5 juin 2001.